# Kilkenny United Women's Football Club
Ne doit pas être confondu avec Kilkenny City Association Football Club.
Maillots
Actualités
Le Kilkenny United Woman's Football Club (en irlandais : Cumann Peile Cill Chainnigh Aontaithe na mBan) est un club de football féminin irlandais basé dans la ville de Kilkenny. Créé en 2015, il dispute depuis cette année-là le championnat d'Irlande de football féminin.

## Histoire
En juillet 2015, après plusieurs mois de discussions, la Fédération d'Irlande de football annonce la création d'une nouvelle équipe amène à intégrer le championnat d'Irlande de football féminin. Cet ajout porte à huit le nombre de participantes à la compétition et participe au développement du football féminin en Irlande.
Depuis l'intégration de l'équipe dans les compétitions nationales, Kilkenny n'a jamais réussi à remporter le moindre match.
Le 9 juillet 2017, le Kilkenny United WFC bat 1 à 0 le Galway WFC. Cette victoire est la toute première victoire du club en championnat. Elle intervient après plus de deux ans de compétition soit 32 défaites et un match nul.

## Palmarès
Néant.